# 阿尔索斯任务
阿尔索斯任务（英語：Alsos Mission），也作阿尔索斯行动，是在第二次世界大战期间美国军方、科学家、情报人员的合作组织，意在刺探敌方在科学方面的发展。其主要目标是德國核武器開發計畫，但也研究了化学、生物武器，以及投送生化武器的方法。